# بنجامين س. دوكينز جونيور
بنجامين س. دوكينز جونيور (بالإنجليزية: Benjamin C. Dawkins, Jr.)‏ هو ضابط وقاضي ومحامي أمريكي، ولد في 6 أغسطس 1911 في مونرو في الولايات المتحدة، وتوفي في 31 أغسطس 1984 في شريفبورت في الولايات المتحدة.